# Geirmund Brendesæter
Geirmund Brendesæter (ur. 22 marca 1970 w Stord) – norweski piłkarz występujący na pozycji obrońcy. 

## Kariera klubowa
Brendesæter karierę rozpoczynał w zespole Bremnes IL. Następnie grał w Stord IL, a w 1991 roku przeszedł do pierwszoligowego SK Brann. W sezonie 1995 dotarł z nim do finału Pucharu Norwegii, a w sezonie 1996 zajął 4. miejsce w lidze norweskiej. Na początku 1997 roku przeszedł do niemieckiej Arminii Bielefeld. W Bundeslidze zadebiutował 21 lutego 1997 w wygranym 3:2 meczu z FC St. Pauli. W Arminii Brendesæter występował do końca sezonu 1996/1997.
Następnie wrócił do Brann. W sezonie 1997 wywalczył z nim wicemistrzostwo Norwegii, a w sezonie 2001 powtórzył to osiągnięcie. W 2003 roku odszedł z Brann. Ostatnim klubem w jego karierze był Bremnes IL, gdzie występował w sezonie 2008.

## Kariera reprezentacyjna
W reprezentacji Norwegii Brendesæter zadebiutował 9 czerwca 1993 zremisowanym 0:0 meczu eliminacji Mistrzostw Świata 1994 z Holandią. W latach 1993–1995 w drużynie narodowej rozegrał 6 spotkań.